# 新ゆりグリーンタウン
新ゆりグリーンタウン（しんゆりグリーンタウン）は、神奈川県川崎市麻生区白山（はくさん）1丁目〜白山5丁目に所在する大規模マンション街である。総戸数は約2400。

## 概要
日本勤労者住宅協会の設立5周年記念事業として多摩丘陵に開発された。テーマは「ふるさとマンション」。アカシア街区以外は、勤労者住宅協会によって分譲された。アカシア街区は、川崎市住宅供給公社の分譲。
地域住民の間では「グリーンタウン」と呼ばれており、六つの街区によって構成されている。小田急小田原線・小田急多摩線の新百合ヶ丘駅より近い順に示す。
- 楠（くすのき）街区（白山3丁目。グリーンタウンの中では一番新しい街区である。また、ここまではなんとか徒歩圏として住宅広告には記載されている。1988年完成・分譲）
- 欅（けやき）街区（白山2丁目。ポプラ街区の向い側に位置する。1987年完成・分譲）
- ポプラ街区（白山4丁目。グリーンタウンの中心部であり、スーパーマーケット・商店街（新ゆりグリーンプラザ）、郵便局、金融機関、管理センター（365日駐在）などがある。1983年完成・分譲）
- さつき街区（白山1丁目。グリーンタウンの中で最初に完成した街区である。1981年完成・分譲）
- 楓（かえで）街区（白山4丁目。1987年完成・分譲）
- アカシア街区（白山5丁目。グリーンタウン最大の街区である。1984年～1986年分譲）

## 人口
人口のピークは1992年（平成4年）の9000人台で、近年は6000人程度で推移している。

## 開発の経緯
慢性的な住宅不足解消のため、発展しつつある百合ヶ丘・新百合ヶ丘周辺に団地の開発が計画される。
当初はさつき街区が開発され、駅から一番近い楠街区が最後に開発されたのは、当時、新百合ヶ丘駅へつながる道路が存在せず、柿生駅方面につながる道路があったため、柿生より近い地区から分譲されたためである。当時の道路地図および分譲当時の航空写真を見ればたしかに新百合ヶ丘方面への道は存在していない。
1987年春に道路（万福寺王禅寺線）が開通し、急行停車駅である新百合ヶ丘駅へのバス路線が整備され、同地区内から柿生駅入口行きのバスを利用していた住民達の利便性も向上した。今では団地内に複数のバス停留所が設けられており、運行している川崎市バスや小田急バスのドル箱路線となっている。
なお、開発当時の仮称は「川崎北部グリーンタウン」であった。昭和55年当時のゼンリンの多摩区(当時は麻生区と分区する前)住宅地図によると川崎北部グリーンタウン建設中と記載がある。なお、昭和48年の同住宅地図によると民家が数軒ある程度であった。

## 特徴
基本的には分譲住宅であり、公社による賃貸はなされていない。また、新百合ヶ丘近辺にある団地は分譲と賃貸とがなされていることや専有面積も50m2～60m2であるものが多い中、グリーンタウンは70m2～80m2の面積があることから、比較的所得層の高い人に的を絞った住宅とも言える。
また、公社が開発したこともあり敷地内には緑が多く、各街区には街区の名前と同じ樹木が植えられている。
そのほかの特徴として、ステップ式エレベータを採用している街区が多く、エレベータの停止階と停止しない階とがある。ごく一部しか全階停止のエレベータは存在しない。また、さつき街区のように棟によってエレベータの機種が違う街区もある。
ポプラ街区の場合、エレベータ通過階は玄関ポーチが設けられており、ちょっとした庭のようになっている。
また、欅街区・楓街区・楠街区は、建物内部にライトコートがあり、浴室、トイレットなどに窓が設けられ、採光・通風の工夫がされている。

## 交通
最寄駅は小田急小田原線・小田急多摩線の新百合ヶ丘駅。駅からは小田急バス（小田急と略記）または川崎市バス（市バスと略記）を利用することになる。
また、マンモス団地ゆえに、新ゆりグリーンタウン内にはバス停留所が何箇所が設置されている。
（駅から近い順に）
- 百合ヶ丘カントリー倶楽部前（楠街区の最寄）
- 日本映画大学（ポプラ街区・欅街区の最寄）
- 白山一丁目（さつき街区の最寄）
- 白山神社（アカシア街区の最寄）
- 新ゆりグリーンタウン（アカシア街区・楓街区の最寄）

このうち、すべての停留所を経由するバスは、次の1路線である。
- 小田急「新10」系統・「新ゆりグリーンタウン」行

日本映画大学まで乗り入れるバスは、次の7路線である。
- 市バス「新12」系統・王禅寺口経由「鷲ヶ峰営業所」行
- 市バス「新13」系統・日生住宅経由「王禅寺口循環」
- 小田急「新15」系統・日生住宅経由「大谷」行
- 小田急「新18」系統・日生住宅経由「大谷循環」
- 小田急「新17」系統・日生住宅経由「聖マリアンナ医科大学」行
- 小田急「新19」系統・日生住宅経由「田園調布学園大学」行 ［ただし，午前中は，尻手黒川道路の吹込交差点を直進し，経由しない。］
- 市バス「溝11」系統・日生住宅経由「溝口駅南口」行

したがって、楠街区・ポプラ街区・欅街区については比較的バスの本数が多く、昼間で2～10分間隔、平日朝は2分～5分間隔で運行されている。さつき街区より奥の街区は昼間で15分間隔、平日朝は約8分間隔で運行されている。
駅までの所要時間は7分から10分ほどである。運賃は大人220円（深夜440円）である。
ただし、休日は新百合ヶ丘駅近辺の商業施設へ買い物に訪れる自動車による渋滞が激しく、定刻どおり運行できないことがしばしある。詳しくは新百合ヶ丘の項を参照。
このほか、白山北緑地前停留所が日本映画大学の南側にある。さつき街区1号棟などは白山一丁目停留所より近く、本数も多いことから多くの住民に利用されている。このほか、アカシア街区の外れ、真福寺小学校西側には真福寺小学校停留所がある。なお、この停留所からは虹ヶ丘団地経由のあざみ野駅へ向かうバス（小田急（新21・新23））と大谷経由の百合ヶ丘駅へ向かうバス（小田急（百02））が運行されているため、横浜・百合ヶ丘方面へ向かう住民に利用されている。

## 周辺施設
教育施設
- 川崎市立白山保育園［白山4丁目のポプラ街区2号棟裏手（南側）にある。］
- 川崎市立王禅寺中央小学校（白山2丁目に存在した川崎市立白山小学校と王禅寺小学校と2009年に統合した。）
- 川崎市立真福寺小学校（アカシア街区のある白山5丁目だけこの小学校区となる）
- 川崎市立王禅寺中央中学校（2008年にそれまで存在した白山中学校と王禅寺中学校とが統合した）
- 日本映画大学（2011年4月開学。旧白山小学校跡地及び幼稚園建設予定地が転用された。）

生活施設
- 日本郵便川崎白山郵便局
- 中央労働金庫新ゆりグリーンタウンATM
- 新ゆりグリーンプラザ
  - 西友（ポプラ街区1号棟[1]，2012年（平成24年）4月25日開店[1]）
  - 商店街
- 新ゆりグリーンタウン管理センタ（ポプラ街区1号棟北側にある）
- 川崎市立こども文化センタ，白山老人いこいの家（一つの建物内にあり，その建物は，ポプラ街区2号棟と新ゆりグリーンプラザ商店街との中間にある）

この他，ポプラ街区1号棟1階に内科・歯科・調剤薬局がある。
公園など
- むじなが池公園
- 白山西緑地
- 白山神社
- 百合ヶ丘カントリー倶楽部（ゴルフ練習場）

## 住居表示
住居表示は川崎市麻生区白山○丁目○番　号棟－部屋番号　となる。
例：ポプラ街区4号棟713号室（ちなみに，ポプラ街区は3号棟までしか存在しない）の場合
"川崎市麻生区白山4丁目1番4-713号"となる。
外国からの郵便，荷物などの送り先の英語表記の例を次に示す（ちなみに，この住所は存在しない）。
4-1-4-713，Hakusan, Asao-ward, Kawasaki-city, Kanagawa-prefecture, Japan 215-0014